# Percival Muniz
Percival Santos Muniz (Guiratinga, 11 de março de 1956) é um político brasileiro. Exerceu mandato como deputado federal constituinte em 1988.
Da sua relação com Enilde Maria Esperandio, teve dois filhos. Casou-se com Ana Carla Borges Leal Muniz, mais tarde, com quem teve uma filha.
Iniciou o curso de geologia na Universidade de Brasília (UnB) mas, apesar de não ter concluído, participou da criação do Diretório Central dos Estudantes (DCE). Em 1979, foi ativo membro do movimento pela anistia ampla, geral e irrestrita, e também participante da reconstrução da União Nacional dos Estudantes (UNE) que, por sua posição contrária ao regime militar no país (em abril de 1964), havia sido na clandestinidade.  O político também chegou a ser bancário.

## Carreira
Iniciou-se na carreira política em novembro de 1982, ao concorrer a uma vaga na Câmara Municipal de Rondonópolis (MT), na legenda do Partido do Movimento Democrático Brasileiro (PMDB). Eleito como o vereador mais novo a ocupar o cargo em Rondonópolis, assumiu o mandato em 1º de fevereiro de 1983. Em 1986, abandonou o mandato de vereador, candidatando-se com êxito a deputado federal constituinte e sendo o único de seu partido a ser eleito. Assumiu o mandato em 1º de fevereiro de 1987, quando tiveram início os trabalhos da Assembléia Nacional Constituinte. Foi Titular da Subcomissão da Política Agrícola e Fundiária e da Reforma Agrária; da Comissão da Ordem Econômica; e suplente da Subcomissão de Garantia da Constituição, Reformas e Emendas; da Comissão da Organização Eleitoral, Partidária e Garantia das Instituições.
Na Assembléia Nacional Constituinte votou a favor do rompimento de relações diplomáticas com países com política de discriminação racial, do mandado de segurança coletivo, do aborto, da proteção ao emprego contra a demissão sem justa causa, da jornada semanal de 40 horas, do turno ininterrupto de seis horas, do aviso prévio proporcional, da unicidade sindical, da soberania popular, do voto aos 16 anos, da estatização do sistema financeiro, do limite de 12% ao ano para os juros reais. Votou contra a pena de morte, a pluralidade sindical, o presidencialismo, a nacionalização do subsolo, o mandato de cinco anos para o presidente José Sarney e a legalização do jogo do bicho.
Licenciou-se do mandato em 1º de agosto de 1988, segundo a Constituição Federal, para tratar de assuntos particulares. Contudo, disputou a prefeitura de Rondonópolis no pleito marcado para novembro. Ele foi derrotado por Jota Barreto e reassumiu o seu lugar na Câmara dos Deputados em 21 de setembro. Ainda durante a legislatura como Deputado Federal Constituinte de 1987-1991, ele se licenciou do mandato para ser Secretário de Estado em 31 de janeiro de 1989. Porém, ele reassumiu o cargo de Deputado em 10 de agosto de 1989.
Em fevereiro de 1990, juntamente com o então prefeito de Cuiabá, Dante de Oliveira, deixou o PMDB e filiou-se ao Partido Democrático Trabalhista (PDT). No pleito de outubro, não concorreu à reeleição. Deixou a Câmara dos Deputados em janeiro de 1991, para tratar de interesses particulares, como dedicar-se à agropecuária. Em 1996, com o acirramento de suas divergências com a direção nacional do PDT, Dante de Oliveira, então em exercício do seu primeiro mandato como governador de Mato Grosso, filiou-se ao Partido da Social Democracia Brasileira (PSDB). Em outubro de 1996, Percival Muniz integrou, como vice, a chapa encabeçada por Alberto Carvalho de Sousa (PMDB) à prefeitura de Rondonópolis. Eleita a chapa, assumiram os cargos em janeiro de 1997. Contudo, em dezembro, o prefeito foi afastado pela Câmara Municipal, sob a acusação de improbidade administrativa. Percival assumiu interinamente o comando da prefeitura. Em janeiro de 1998, um dia antes do julgamento do processo de impeachment na Câmara Municipal, foi efetivado no cargo após a renúncia de Alberto Carvalho de Sousa. No mesmo ano, filiou-se ao Partido Socialista Brasileiro (PSB) em virtude do apoio do PSDB ao ex-prefeito.
Ainda em 1998, o Tribunal de Contas do Estado de Mato Grosso (TCE-MT) também o acusou de improbidade administrativa – o que resultou em multa de R$12 mil aplicada a Muniz, quando ainda administrava Rondonópolis – em decorrência de um convênio da Prefeitura de Rondonópolis firmado com a Prosol (Fundação de Promoção Social de Mato Grosso), órgão do governo estadual já extinto, que não possuía licitação. Percival se manteve no cargo por força de uma liminar, mas teve o mandato cassado pelo Tribunal Superior Eleitoral (TSE).
Em 2000, Muniz reelegeu-se prefeito de Rondonópolis, com 38.392 votos, apesar da cassação de seu mandato.
Em 26 de novembro de 2005, o político se tornou Presidente do Diretório Estadual do PPS-MT. Ele assumiu o lugar do ex-prefeito de Cuiabá, Roberto França, que disse que Percival Muniz "tem muita maturidade política e vai fazer um encaminhamento muito bom para o partido. Vai respeitar a maioria do partido. Compromisso para garantir a reeleição de Maggi”.
Nas eleições realizadas em outubro de 2006, concorreu a uma vaga de deputado estadual na Assembléia Legislativa, na legenda do PPS, novamente obtendo êxito. Porém ainda nesse mesmo ano, antes da posse, foi impedido pela Justiça Eleitoral de assumir o mandato, pois o registro de sua candidatura já havia sido cassado por improbidade, como ex-prefeito de Rondonópolis.
O processo de cassação do mandato de deputado estadual conquistado pelo ex-prefeito estava bastante avançado. Após 3 recursos enviados por Muniz, diante de uma decisão tomada em agosto de 2009 pelo ministro Joaquim Barbosa, do Supremo Tribunal Federal (STF), negando seguimento ao recurso impetrado por Percival Muniz desde 2006 – portanto, antes de sua posse como deputado estadual – por causa de seu registro já cassado. A decisão, a princípio, tirava o mandato do parlamentar, mas como se trata de uma decisão monocrática – tomada por um só membro do STF e não pelo colegiado –, Muniz pôde permanecer no cargo até o julgamento da questão no pleno do Tribunal. Como Presidente do PPS-MT desde 2005, o deputado escreveu um artigo para a Assembleia Legislativa do Estado de Mato Grosso em 2008, celebrando os 86 anos do PPS, que nasceu como PCB (Partido Comunista Brasileiro) - tendo sido o primeiro partido do país - e transformado em PPS em 1992.  
Em setembro de 2009, o TCE-MT (Tribunal de Contas Estadual do Mato Grosso) acabou revogando a decisão anterior – tomada em 1998 pela mesma corte – permitindo a Muniz solicitar a anulação de todo o processo que pedira a cassação do registro da sua candidatura a deputado estadual em 2006. Mesmo anos depois do causo, Percival continuava a se defender publicamente. Um mês antes, ele havia utilizado a Tribuna para explicar sua situação jurídica, que poderia o levar a perder o mandato. Para ele,  “estamos sendo vítimas de um erro. Estou recorrendo na Justiça e uma hora vamos ganhar e outra perder. Mas, isso não me abala por mais que prejudica os trabalhos. Só quero lembrar que era uma multa injustiça e indevida de que eu não tinha nada relacionado”.  
Em 2010, foi um dos responsável pelo Movimento Mato Grosso Muito Mais, que elegeu Pedro Taques (PSDB) ao governo do MT. Além disso, foi reeleito como deputado estadual. Porém, em 2012, licenciou-se do cargo para disputar novamente a Prefeitura de Rondonópolis, tendo êxito pela 3ª vez. Muniz recebeu 60.452 votos, equivalendo a 57,52% dos votos válidos. Ao assumir o posto, Percival concedeu uma entrevista, afirmando que queria ser "fiscalizado no Executivo, sem fiscalização você mata a democracia e termina não cumprindo aquilo que está previsto na Constituição Brasileira".
Em novembro de 2015, o Tribunal de Justiça do Mato Grosso o condenou por um ato de improbidade administrativa por promoção pessoal em propaganda institucional. Os fatos, interpostos em apelação do Ministério Público Estadual (MPE), após a ação ser julgada como improcedente pelo juízo de primeiro grau, se refere a momentos de 2000 a 2003, quando Muniz havia sido Prefeito de Rondonópolis pela primeira vez.
Já em julho de 2016, o Prefeito foi condenado novamente por ato de improbidade administrativa, pela Terceira Câmara Cível do Tribunal de Justiça do Mato Grosso, referente à novamente sua primeira gestão no município, em 2001. Segundo o processo, há irregularidades na contratação de duas empresas que prestaram serviços à cidade no "Rondonfolia", carnaval local. Apesar de ter se tornado réu, Muniz não teve sua elegibilidade suspensa, segundo o advogado Elly Carvalho Júnior.
Nas eleições municipais de 2016, Muniz concorreu mais uma vez à Prefeitura de Rondonópolis. Por conta do acirramento eleitoral, em agosto de 2016, Muniz teve sua conta do Twitter invadida. Os hackers realizaram uma postagem alegando que o então prefeito teria cobrado R$1 mil por terreno das empresas que abriram loteamento na cidade.
Após três mandatos na Prefeitura ao longo de seus 30 anos de política, ele foi derrotado por Zé Carlos do Pátio (SDD). Percival foi o 2º colocado nas eleições, tendo recebido 37.796 votos, representando 34,79% dos votos válidos, enquanto que o vencedor obteve 36,22% dos votos.
Em fevereiro de 2018, o político foi destituído de seu cargo de Presidente Estadual do PPS. Em entrevistas, ele menciona que a falta de apoio de colegas como o governador do MT, Pedro Taques (PSDB), o senador José Medeiros (PODE), seu ex-vice prefeito Rogério Salles (PSDB) - que disputou contra ele nas eleições municipais de 2016, bem como sua ex-secretária de Saúde Marildes Ferreira (PSD), que disputou como vice-candidata em outra chapa, como as razões para o acontecimento. Pouco depois, ele admitiu ter sido procurado por outras sigla, como o PDT (pelo deputado Zeca Viana, presidente do Diretório Estadual do MT do partido), o PHs e o PCdoB.
Em junho de 2018, a primeira turma do STJ (Supremo Tribunal de Justiça) manteve a condenação do ex-prefeito por improbidade administrativa na sua gestão de 2002 e 2003. Percival, além de ter sido condenado a ressarcir os cofres públicos e pagar multa, teve seus direitos políticos suspensos por 5 anos pelo Tribunal de Justiça do Mato Grosso (TJ-MT).

Em julho de 2018, o Tribunal de Justiça do Mato  Grosso bloqueou R$21,9 milhões em bens de Muniz e de outras oito pessoal físicas e jurídicas. A decisão atendeu denúncia do Ministério Público Estadual (MPE) de suposta fraude em licitação para radares eletrônicos de Rondonópolis quando Percival foi prefeito da cidade em 2013, citando coomo empresas envolvidas a Engebrás e a Talentech.